# FFH-Gebiet Buchenwälder Dodau
Das FFH-Gebiet Buchenwälder Dodau ist ein NATURA 2000-Schutzgebiet in Schleswig-Holstein im Kreis Ostholstein in den Gemeinden Malente, Eutin und Bosau. Es grenzt im Norden an die Wohnbebauung des Malenter Ortsteils Bergen und im Osten an die Stadt Eutin.

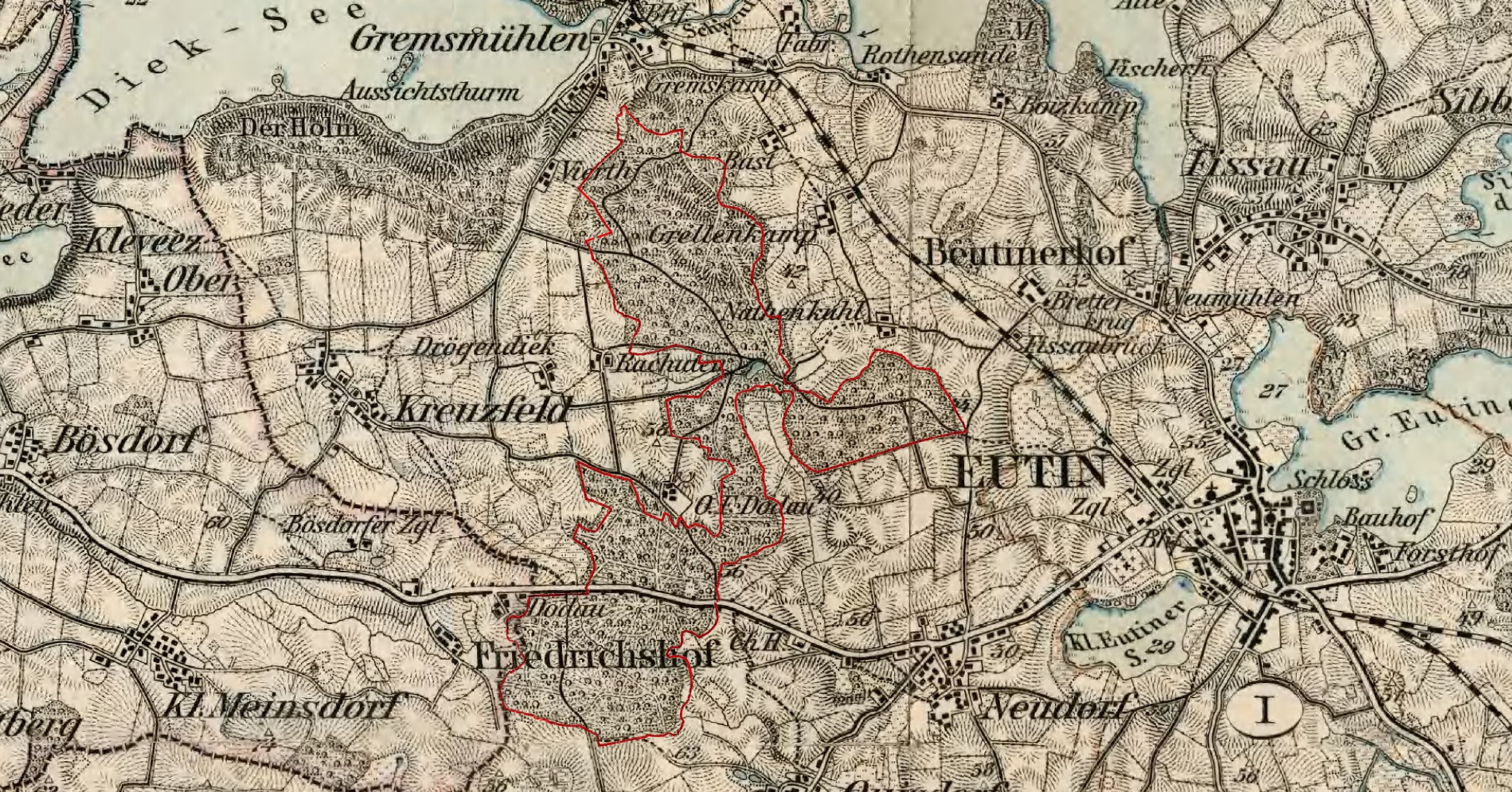
Bild 1ː Buchenwälder Dodau um 1893 (rot umrandet das heutige FFH-Gebiet Buchenwälder Dodau)

Es hat eine Größe von 402 Hektar. Seine größte Ausdehnung liegt mit 4,3 Kilometer in Nordsüdrichtung. Das FFH-Gebiet liegt im Naturraum „Holsteinische Schweiz“ (Landschafts-ID 70208) in der Haupteinheit „Ostholsteinisches Hügelland“. Diese ist wiederum Teil der Naturräumlichen Großregion 2. Ordnung Schleswig-Holsteinisches Hügelland. Es liegt geologisch in leicht hügeligem Gelände auf einer Grundmoräne der Weichsel-Kaltzeit und im Norden auf deren Geschiebesand. Die höchste Erhebung mit 85,3 Meter über Normalhöhennull (NHN) liegt im Norden im Forst Bergen. Der niedrigste Bereich liegt mit 31 Meter über NHN im Osten des Forstes Bergen, siehe auch Karte 1.
Das FFH-Gebiet besteht aus mehreren zusammenhängenden Waldgebieten. Von Nord nach Süd sind dies die Forstorte (FO) Bergen, Neukoppel, Groß Dodau, Beuthiner Holz, Klein Dodau, Butterberg und Quisdorfer Holz. Das FFH-Gebiet ist fast vollständig mit Laubwald bedeckt. Hierbei handelt es sich um einen historischen Waldstandort. Drei Viertel des Waldes ist älter als einhundert Jahre. Als Eutiner Naturdenkmal Nummer 41 steht dort auch die vierhundert Jahre alte „Bräutigamseiche“. Nach der Karte des Deutschen Reiches, Ausgabe 1893, ist der Wald schon damals ausschließlich mit Laubbäumen bestockt gewesen, siehe Bild 1. Das FFH-Gebiet befindet sich vollständig im Eigentum der Schleswig-Holsteinischen Landesforsten AöR (SLSH). Damit ist sichergestellt, dass die Handlungsgrundsätze der SLSH für Natura-2000-Schutzgebiete zur Anwendung kommen. Der Anteil von Nadelhölzern liegt unter vier Prozent.
Die Forstorte Klein Dodau und Butterberg werden durch die viel befahrene Bundesstraße 76 geteilt. Hier kommt es jedes Jahr zu einer großen Zahl von Wildunfällen.
Das FFH-Gebiet wird von zahlreichen Bächen durchzogen. Das Gebiet nördlich des Forstortes Groß Dodau gehört zum Wasser- und Bodenverband (WBV) Schwentine, südlich davon zum WBV Schwartau. Der WBV Schwentine entwässert in die Kieler Förde und der WBV Schwartau in die Lübecker Bucht. Die Schwartau durchquert den Dodauer See und betritt das FFH-Gebiet, unterquert die Bundesstraße 76 und verlässt es nach Südosten. Im Forstort Beuthiner Holz durchquert das Fließgewässer Neudorfer Teichaue das FFH-Gebiet von Süd nach Nord und nimmt auf ihrem Weg dessen Bäche im Norden auf. Im FFH-Gebiet liegt ein Wasserkörper, der laut europäischer Wasserrahmenrichtlinie (WRRL) einer Berichtspflicht gegenüber der europäischen Umweltagentur in Kopenhagen unterliegt. Es handelt sich um den Wasserkörper Schwartau OL / Braaker Mühlenbach (Fließgewässer) mit der Kennung DERW_DESH_ST_01_A. Laut Wasserkörpersteckbrief der Bundesanstalt für Gewässerkunde (BfG) ist der ökologische Zustand „mäßig“ und der chemische Zustand „nicht gut“. Begründet wird letzteres mit zu hohen Gehalten an Nitraten, Bromierten Diphenylether (BDE), Hg und Hg-Verbindungen und Flufenacet. Bis zum Jahre 2028 muss gemäß WRRL für alle Gewässer in der Europäischen Union ein „guter“ ökologischer und chemischer Zustand erreicht werden.

## FFH-Gebietsgeschichte und Naturschutzumgebung
Der NATURA 2000-Standard-Datenbogen (SDB) für dieses FFH-Gebiet wurde im Mai 2004 vom Landesamt für Landwirtschaft, Umwelt und ländliche Räume (LLUR) des Landes Schleswig-Holstein erstellt, im September 2004 als Gebiet von gemeinschaftlicher Bedeutung (GGB) vorgeschlagen, im November 2007 von der EU als GGB bestätigt und im Januar 2010 national nach § 32 Absatz 2 bis 4 BNatSchG in Verbindung mit § 23 LNatSchG als besonderes Erhaltungsgebiet (BEG) bestätigt. Der SDB wurde zuletzt im Mai 2019 aktualisiert. Der Managementplan für das FFH-Gebiet wurde am 11. Oktober 2011 veröffentlicht.
Das FFH-Gebiet liegt vollständig im Schwerpunktraum Nr. 616 „Buchenwälder Dodau und Dodauer See“ des landesweiten Biotopverbundsystems. Es liegt im Naturpark Holsteinische Schweiz und im am 10. Juni 1965 gegründeten Landschaftsschutzgebiet Holsteinische Schweiz.
Im FFH-Gebiet befinden sich im Forst Neukoppel an der Straße Am Walde zwei archäologische Denkmäler, siehe Karte 2. Daneben werden in einer Karte des Managementplans weitere Denkmäler erwähnt, die nach dem Denkmalschutzgesetz unter Schutz stehen. Da das Land Schleswig-Holstein im Jahre 2015 ein neues Denkmalschutzgesetz verabschiedet hat, sind die Angaben in der Karte des Managementplanes nicht mehr gültig. In der aktuellen Onlineversion der Karte der Archäologischen Denkmäler des Archäologischen Landesamtes Schleswig-Holstein stimmen die Angaben mit der Karte im Managementplan nicht überein (Standː Februar 2024).
Mit der Gebietsbetreuung des FFH-Gebietes nach § 20 LNatSchG wurde durch das LLUR noch keine Institution beauftragt (Stand Februar 2024). Da es sich hier um einen Staatsforst des Landes Schleswig-Holstein handelt, ist in der Regel die Forstverwaltung auch gleichzeitig der Gebietsbetreuer und wird als solcher nicht in der Betreuerliste geführt.

## FFH-Erhaltungsgegenstand
Laut Standard-Datenbogen vom Mai 2019 sind folgende FFH-Lebensraumtypen (LRT) und Arten als FFH-Erhaltungsgegenstände mit den entsprechenden Beurteilungen zum Erhaltungszustand der Umweltbehörde der Europäischen Union gemeldet worden (Gebräuchliche Kurzbezeichnung (BfN)):
FFH-Lebensraumtypen nach Anhang I der EU-Richtlinie:
- 3150 Natürliche und naturnahe nährstoffreiche Stillgewässer mit Laichkraut oder Froschbiss-Gesellschaften (Gesamtbeurteilung C)[19]
- 9110 Hainsimsen-Buchenwälder (Gesamtbeurteilung C)[20]
- 9130 Waldmeister-Buchenwälder (Gesamtbeurteilung B)[21]
- 9160 Sternmieren-Eichen-Hainbuchenwälder (Gesamtbeurteilung C)[22]

Arten gemäß Artikel 4 der Richtlinie 2009/147/EG und Anhang II der Richtlinie 92/43/EWG.
- A238 Mittelspecht (Leiopicus medius) (Gesamtbeurteilung C)[24]
- 1166 Kammmolch (Gesamtbeurteilung C)[25]

Das FFH-Gebiet ist fast ausschließlich mit FFH-Lebensraumtypen der Wälder bedeckt. Es besteht fast ausschließlich aus Waldmeister-Buchenwäldern, siehe Tabelle 1. Dabei befinden sich dort über einhundert Teiche und Tümpel mit einem Flächenanteil von knapp drei Prozent. Davon sind knapp sieben Prozent dem LRT 3150 Natürliche und naturnahe nährstoffreiche Stillgewässer mit Laichkraut oder Froschbiss-Gesellschaften zugeordnet. Dies sind ideale Habitate für Amphibien, die fischfreie Gewässer zum Ablaichen benötigen. Im Wald befinden sich bis zu 100 Jahre alte Eichen-, Erlen- und Buchenbestände.

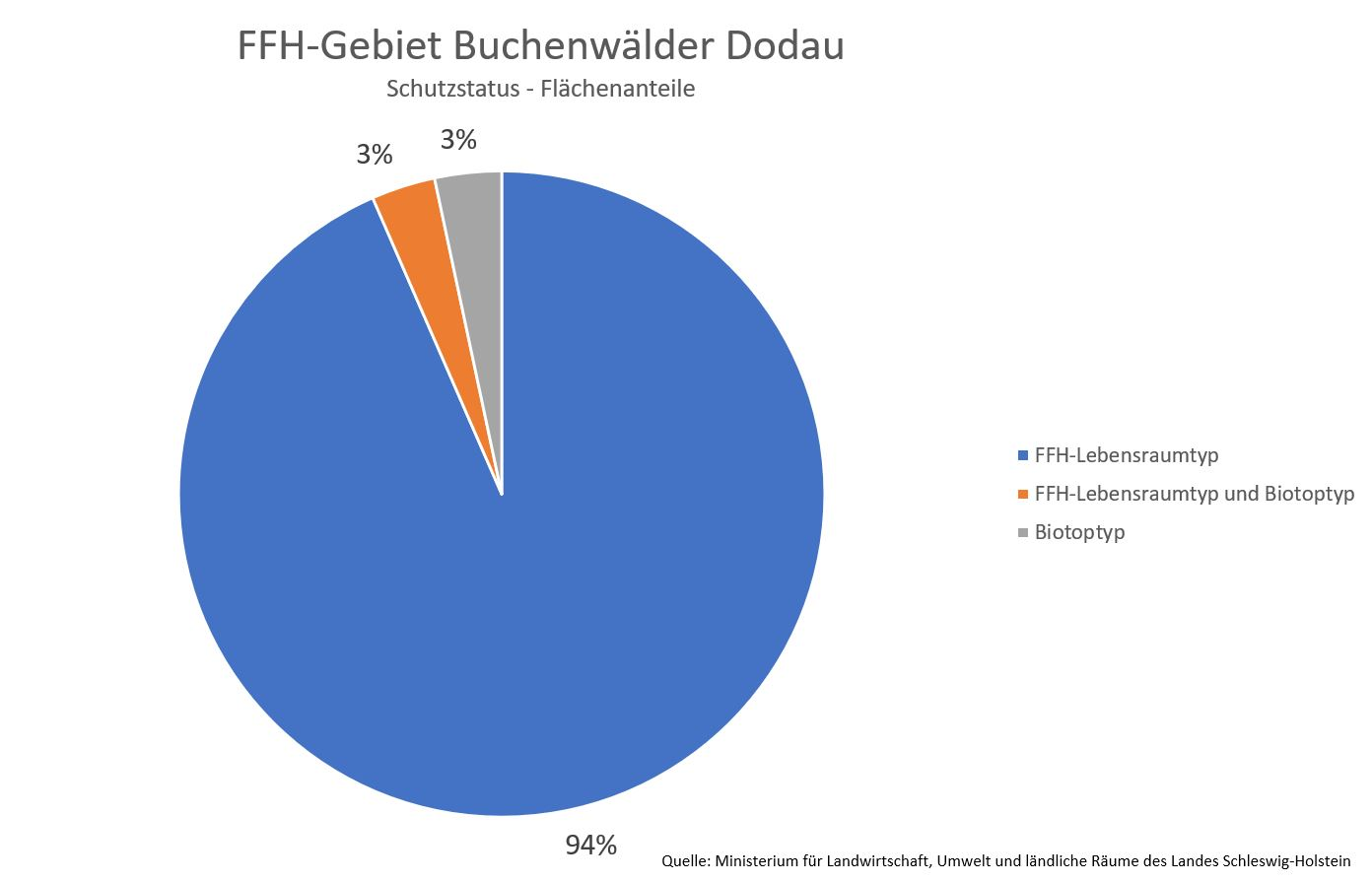
Diagramm 1ː Naturschutzstatus der Flächen im FFH-Gebiet Buchenwälder Dodau

Im April und Mai des Jahres 2022 wurde die letzte Nachkartierung der FFH-Lebensraum- und Biotoptypen im FFH-Gebiet durchgeführt (Stand Januar 2024). Danach ist die gesamte FFH-Gebietsfläche entweder FFH-Gebiet oder ein gesetzlich geschütztes Biotop, manche haben beide Stati, siehe Tabelle 1. Damit liegen die Flächenangaben in beiden Aufstellungen leicht über den 402 Hektar für das Gesamtgebiet in SDB und Managementplan.
| Schutzstatus                     | SDB (Stand Mai 2019) | Biotopkartierung (Stand Januar 2024) |
| -------------------------------- | -------------------- | ------------------------------------ |
| FFH-LRT                          | 408,9                | 382,6858                             |
| FFH-LRT und ges.gesch. Biotoptyp |                      | 13,1048                              |
| ges. gesch. Biotoptyp            |                      | 13,6681                              |
| Summeː                           | 408,9                | 410,022                              |

## FFH-Erhaltungsziele
Aus den oben aufgeführten FFH-Erhaltungsgegenständen werden als FFH-Erhaltungsziele von besonderer Bedeutung die Erhaltung folgender Lebensraumtypen und Arten im FFH-Gebiet vom Ministerium für Energiewende, Landwirtschaft, Umwelt und ländliche Räume des Landes Schleswig-Holstein erklärt:
- 9110 Hainsimsen-Buchenwälder
- 9130 Waldmeister-Buchenwälder
- 9160 Sternmieren-Eichen-Hainbuchenwälder
- 1166 Kammmolch

Zum Zeitpunkt der Veröffentlichung des Managementplanes hatte man bis dahin noch keine Kammmolche im FFH-Gebiet gesichtet.

## FFH-Analyse und Bewertung
Das Kapitel FFH-Analyse und Bewertung im Managementplan beschäftigt sich unter anderem mit den aktuellen Gegebenheiten des FFH-Gebietes und den Hindernissen bei der Erhaltung und Weiterentwicklung der FFH-Lebensraumtypen und Arten. Die Ergebnisse fließen in den FFH-Maßnahmenkatalog ein.

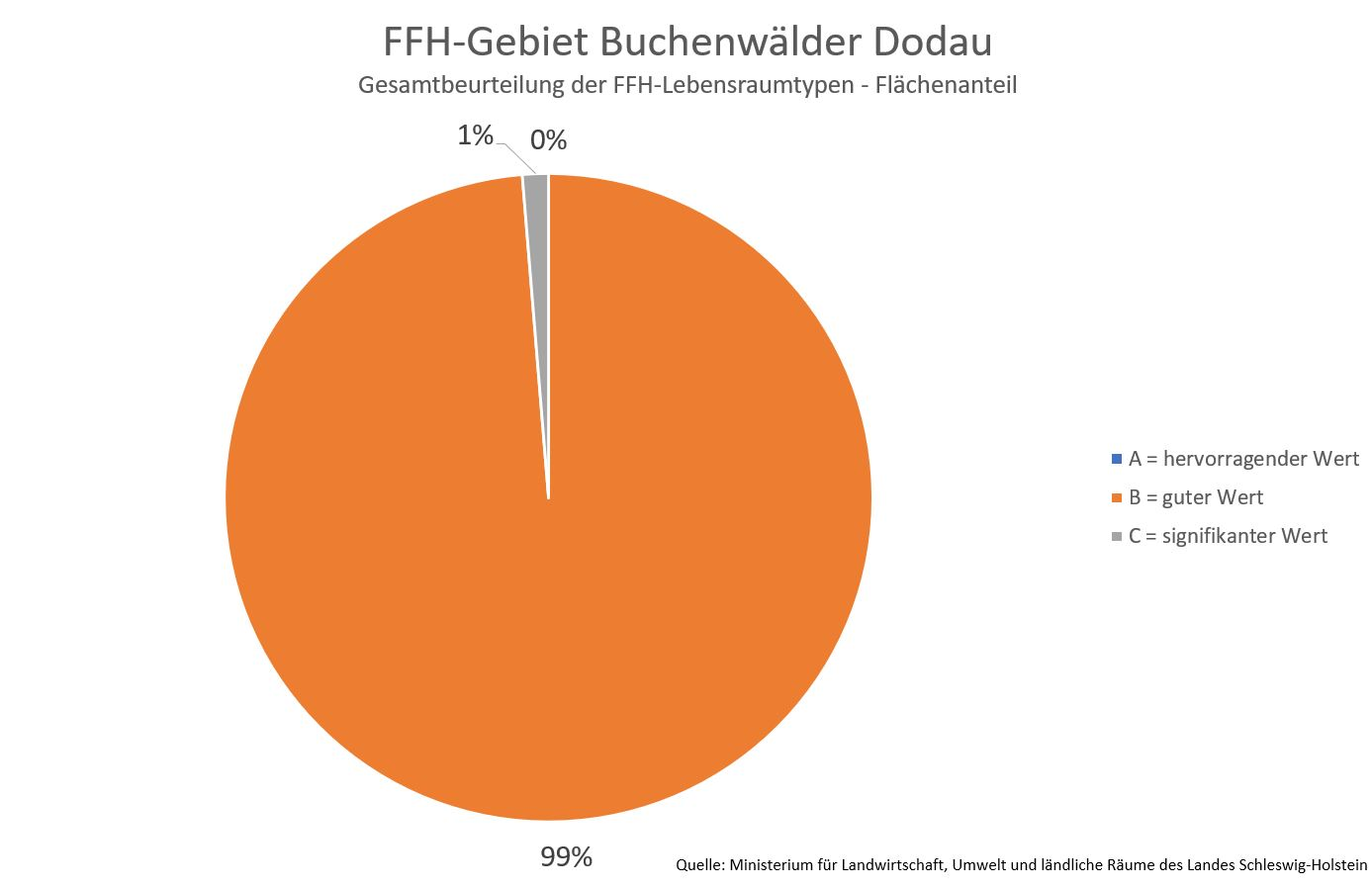
Diagramm 2ː Gesamtbeurteilung der FFH-LRT-Flächen im FFH-Gebiet Buchenwälder Dodau

Die Waldmeister-Buchenwälder im FFH-Gebiet haben im SDB eine gute Gesamtbewertung zugesprochen bekommen, siehe Diagramm 3. Den restlichen FFH-Lebensraumflächen, die allerdings nur ein Prozent der Gesamtfläche belegen, wurde keine gute Gesamtbewertung zugesprochen. Das Quisdorfer Holz im Südwesten des FFH-Gebietes ist zum überwiegenden Teil als Naturwald ausgewiesen. Dort ist jegliche Nutzung im Wald untersagt. Im restlichen FFH-Gebiet befinden sich sieben weitere Naturwaldflächen.
Das FFH-Gebiet mit seinem dichten Wegenetz wird sehr stark von Besuchern aus dem nahen Malente und Eutin frequentiert. Als Zentrum des Naturparks Holsteinische Schweiz ziehen die Buchenwälder in den Sommermonaten verstärkt Urlauber an.

## FFH-Maßnahmenkatalog
Der FFH-Maßnahmenkatalog im Managementplan führt neben den bereits durchgeführten Maßnahmen geplante Maßnahmen zur Erhaltung und Entwicklung der FFH-Lebensraumtypen im FFH-Gebiet an. Die Maßnahmen sind in einer Maßnahmenkarte, sowie zur Maßnahmenverfolgung in einem Maßnahmenblatt für die Erhaltungsmaßnahmen, einem für die Entwicklungsmaßnahmen und einem für sonstige Maßnahmen eingetragen.
Die vorgeschlagenen Maßnahmen betreffen folgende Schwerpunkte:
- Einstellung der Wegepflege im Naturwald im Quisdorfer Holz.
- Erhöhung des stehenden Altholzbestandes außerhalb der Naturwaldzonen
- Handräumung der Verbandsgewässer im FFH-Gebiet nur, wenn die Entwässerung der umliegenden landwirtschaftlichen Nutzflächen beeinträchtigt ist.
- Entrohrung der Schwartau im FFH-Gebiet
- Einführung einer Geschwindigkeitsbegrenzung auf der Bundesstraße 76 im FFH-Gebiet.

## FFH-Erfolgskontrolle und Monitoring der Maßnahmen
Eine FFH-Erfolgskontrolle und Monitoring der Maßnahmen findet in Schleswig-Holstein alle sechs Jahre statt. Die Ergebnisse des letzten externen Monitorings wurden am 1. April 2010 veröffentlicht (Stand Februar 2024).